# Camps de personnes déplacées en Europe après la Seconde Guerre mondiale

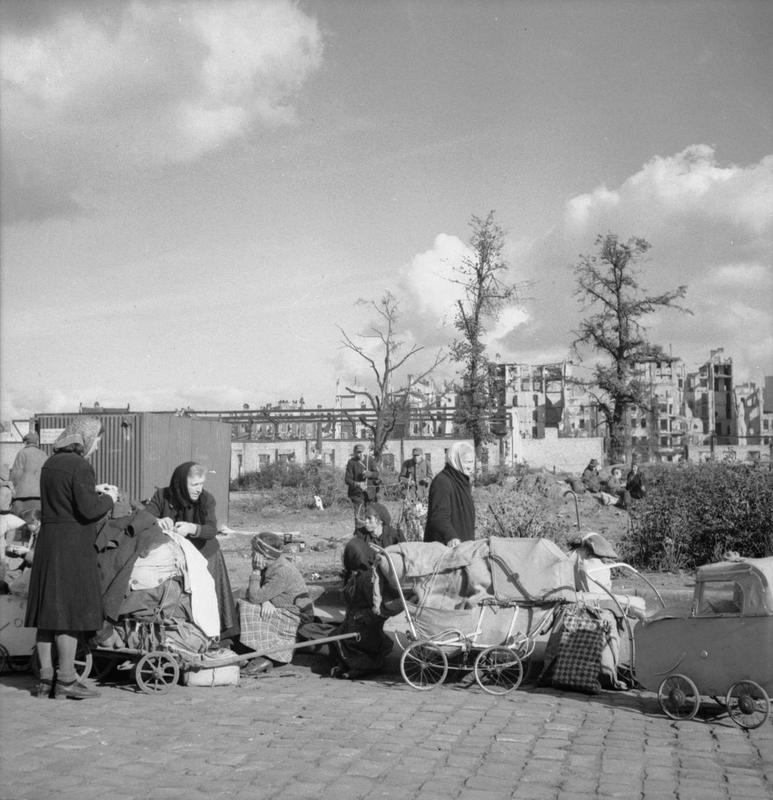
Rue en banlieue de Berlin après la Seconde Guerre mondiale : des personnes déplacées, avec leurs biens entassés dans des chariots et des landaus.

Des camps de personnes déplacées en Europe sont ouverts à l'issue de la Seconde Guerre mondiale en Allemagne, en Autriche et en Italie. Ils sont principalement destinés aux réfugiés venus d'Europe de l'Est et aux anciens prisonniers des camps de concentration du Troisième Reich. Un « camp de personnes déplacées » est une infrastructure temporaire d'accueil pour les personnes déplacées, qu'il s'agisse de réfugiés ou de déplacés internes. Deux ans après la fin de la Seconde Guerre mondiale en Europe, quelque 850 000 personnes vivent dans ces infrastructures implantées sur le continent, dont des Arméniens, des Polonais, des Lettons, des Lituaniens, des Estoniens, des Yougoslaves, des Grecs, des Russes, des Ukrainiens, des Hongrois, des Tchécoslovaques, y compris des Juifs de diverses nationalités.
Au terme de la Seconde Guerre mondiale, au moins quarante millions de personnes avaient été déplacées depuis leurs patries, dont onze millions en Allemagne sous occupation alliée,,,. Ces populations se composaient d'anciens prisonniers de guerre libérés des Allemands, de travailleurs forcés délivrés et de survivants juifs et non juifs des camps de concentration. Les Alliés désignent les réfugiés sous le nom de « personnes déplacées » et en confient la responsabilité à l'Administration des Nations unies pour le secours et la reconstruction (UNRRA).

## Éléments de contexte

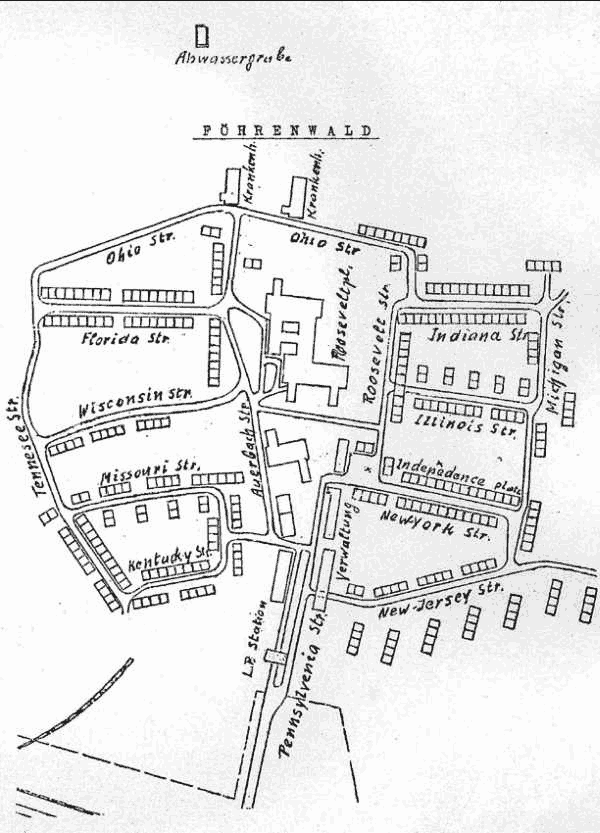
Plan du camp de personnes déplacées de Föhrenwald en Bavière.

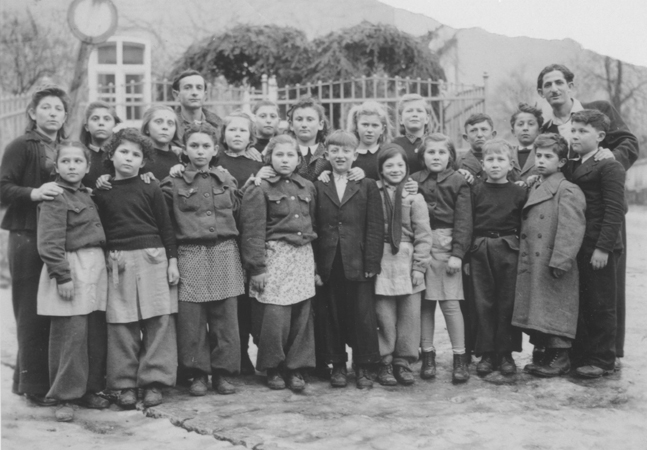
Portrait d'une classe d'enfants scolarisés au camp de déplacés à Schauenstein, vers 1946.

Les opérations militaires, les campagnes de nettoyage ethnique et la terreur du génocide ont déraciné des millions de personnes qui ont quitté leurs foyers tout au long de la Seconde Guerre mondiale. Entre quarante et soixante millions de personnes sont déplacées,,,,,. Un grand nombre de ces personnes sont les détenus des camps de concentration nazis, des camps de travail et des camps de prisonniers de guerre, libérés par les armées des Alliés. Dans certains secteurs de l'Europe de l'Est, civils et militaires fuient leur patrie devant les progrès de l'Armée rouge, qui étaient précédées d'informations répétées sur les viols de masse, les pillages et les meurtres auxquels se livraient les Soviétiques.
Au moment où la guerre se termine, l'avenir de ces personnes est incertain. Les autorités militaires et civiles alliées doivent assurer la mission délicate de réinstaller ces foules. Comme les raisons de ces déplacements sont très diverses, le Supreme Headquarters Allied Expeditionary Force classe les individus en plusieurs catégories : évacués, réfugiés politiques ou réfugiés de guerre, prisonniers politiques, travailleurs volontaires ou forcés, employés de l'Organisation Todt, soldats démobilisés de l'ancienne armée allemande, infiltrés, exfiltrés, internés civils, anciens prisonniers de guerre, apatrides.
En outre, ces personnes déplacées sont issues de tous les pays envahis ou occupés par l'armée allemande. Même si une solution simple consistait à renvoyer ces déplacés vers leurs foyers d'origine, elle ne pouvait être appliquée automatiquement si, par exemple, les changements de frontières avaient changé le pays auquel appartenait leur lieu de résidence. Par ailleurs, beaucoup ne pouvaient pas regagner leurs patries de crainte de subir des persécutions politiques ou des châtiments pour leur collaboration (présumée ou avérée) avec les puissances de l'Axe.

## Mise en place de l'organisation pour les personnes déplacées

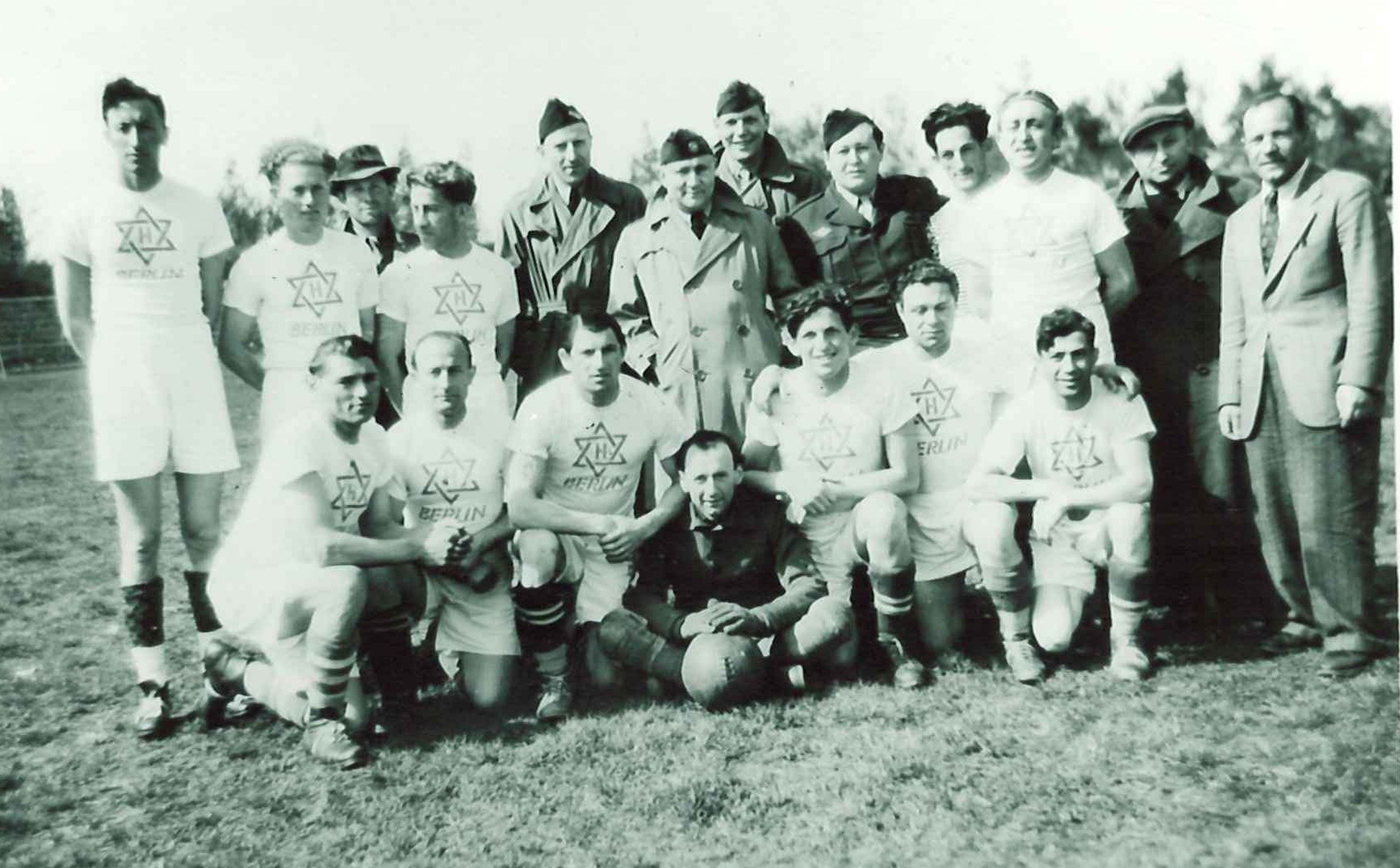
Équipe de football dans un camp de déplacés. Deuxième en partant de la droite :, président du Comité central des camps de personnes déplacées à Berlin.

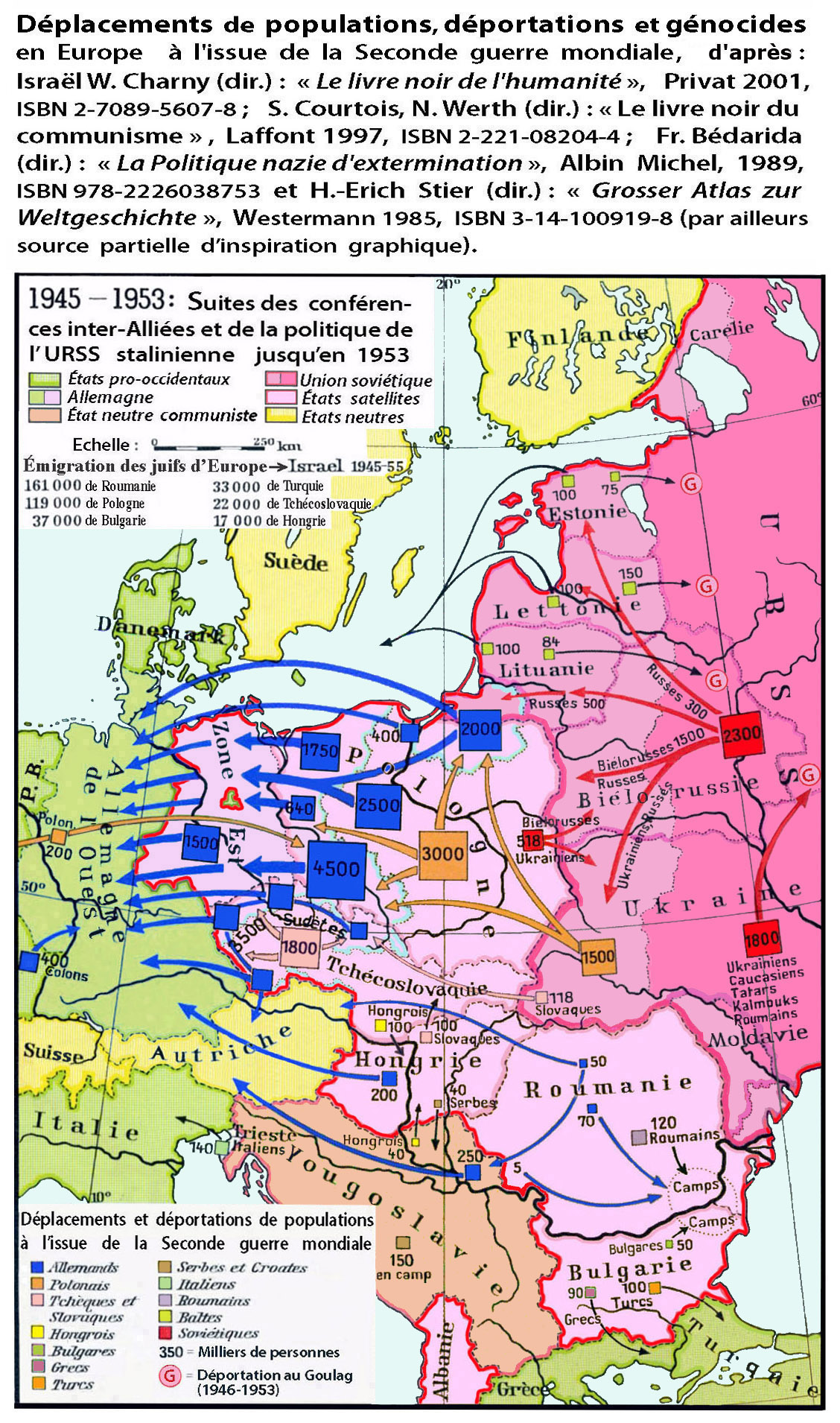
Déplacements de populations en Europe centrale et orientale à la suite des changements territoriaux actés par les conférences inter-alliées de Moscou (1944), de Yalta et de Potsdam (1945).

À l'origine, les Alliés prévoient que les personnes déplacées à cause de la guerre seraient rapatriées dans leurs pays d'origine aussitôt que possible. Dans toute l'Autriche et l'Allemagne, des soldats américains, français, britanniques et soviétiques s'occupent des besoins urgents des réfugiés situés dans leurs zones d'occupation respectives et entament leurs programmes de rapatriements. Pratiquement tous les déplacés présentent des problèmes de malnutrition, les malades sont très nombreux et certains sont à l'agonie. Les abris sont souvent improvisés et, dans maintes occasions, le personnel militaire partage avec les réfugiés ses propres stocks de vêtements, de médicaments, de vêtements, etc.
Au début, les missions militaires des différentes nations alliées sous l'autorité des commandements britannique, français et américain participent au tri et au classement des déplacés détenant la même nationalité qu'eux. Ainsi, en 1945-1945(?), plusieurs douzaines d'officiers polonais de liaison sont affectés aux différentes unités militaires des occupants. Le 1er octobre 1945, l'Administration des Nations unies pour le secours et la reconstruction (UNRRA), qui gérait déjà de nombreux camps de déplacés, prend la responsabilité d'administrer les personnes déplacées en Europe, même si les autorités militaires continuent d'assurer certains rôle dans les années suivantes en fournissant des moyens de transport et des approvisionnements et en veillant à la sécurité. 
Ceux dont le tri était aisé et qui était disposés au rapatriement sont sans délai renvoyés vers leurs pays d'origines. Fin 1945, les soldats et l'UNRRA avaient procédé au rapatriement de plus de six millions de réfugiés. Les autorités britanniques annoncent que le 30 juin 1946 est la date butoir d'admission de nouveaux déplacés dans leur secteur d'occupation ; les Américains annoncent une mesure similaire dans leur secteur pour le 1er août 1946, à l'exception des individus persécutés en raison de leur race ou de leur religion, ou qui entreraient dans leur zone « de manière organisée ». La zone américaine cesse d'accepter des entrées à partir du 21 avril 1947. Un nombre inconnu de déplacés refoulés par les autorités doivent se débrouiller pour survivre.

## Camps
À partir du printemps 1945, les personnes déplacées se présentent en immenses foules. Les armées alliées s'en occupent en improvisant des abris dans tous les endroits possibles. Les déplacés sont d'abord logés dans d'anciennes casernes mais ils s'installent bientôt dans les bâtiments de colonies de vacances pour enfants, les aéroports, hôtels, châteaux, hôpitaux, maisons privées et même dans des infrastructures partiellement détruites. Malgré les efforts continuels pour trier et regrouper ces personnes, fin 1945 les abris temporaires en Allemagne, Autriche et Italie ainsi que dans d'autres pays européens se comptent par milliers. Un camp est même ouvert à Guanajuato (Mexique). De nombreux camps sous administration américaine hébergent des survivants de la Shoah dans des conditions épouvantables, ne proposant pas assez de nourriture et entourant les réfugiés de gardes armés, comme l'a révélé le rapport Harrison en juillet 1945,,.
L'UNRRA se tourne rapidement vers les équipes de terrain pour reprendre la gestion de ces camps après l'administration militaire. Les conditions de vie y sont hétérogènes et parfois dures. Les rations sont limitées, les autorités imposent fréquemment un couvre-feu. Plusieurs de ces camps sont devenus les foyer plus ou moins pérennes de certaines personnes. À mesure que les réfugiés trouvent de nouveaux pays d'accueil, les communautés sont regroupées dans d'autres camps.
En 1952, tous les camps avaient fermé, sauf deux : celui Föhrenwald ferme en 1957 et celui de Wels en 1959.

## Besoins des personnes déplacées

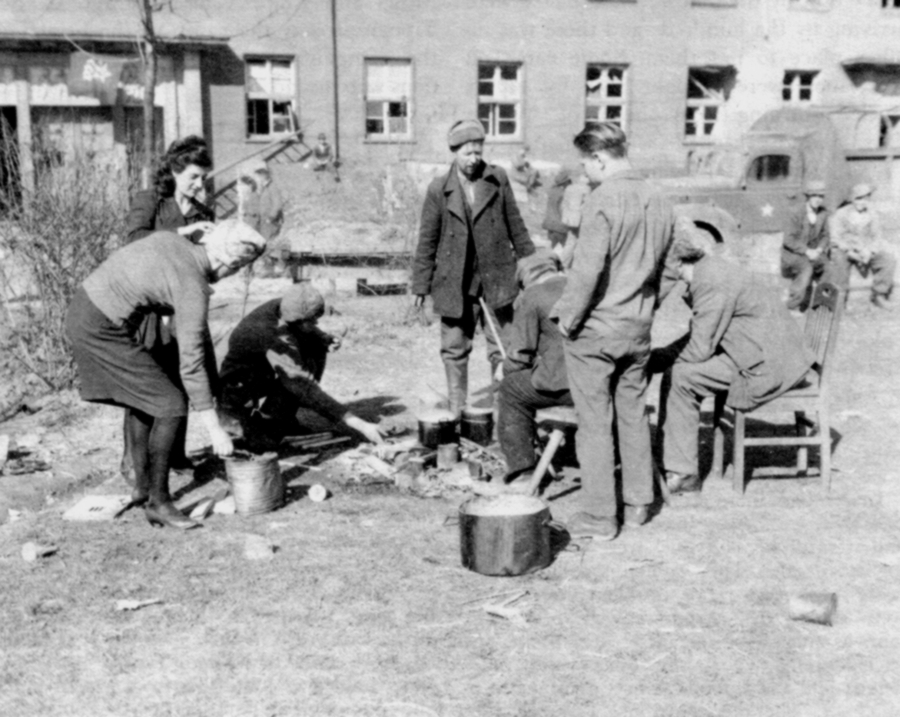
1945 : personnes russes déplacées préparant leur repas en Rhénanie-Palatinat.

Les personnes déplacées avaient toutes vécu des traumatismes et beaucoup subissaient des affections graves après les tourments qu'elles avaient endurés. Les réfugiés requéraient d'urgence un abri, de la nourriture et des soins médicaux de base. La plupart avaient subsisté avec des rations bien inférieures à 1 500 calories par jour. Dans les meilleurs cas, les installations sanitaires étaient improvisées et les soins médicaux étaient réduits au minimum. Par conséquent, les déplacés étaient atteints de malnutrition, de sous-alimentation, de diverses maladies et, de surcroît, ils étaient souvent en état de malpropreté, couverts de poux et menacés dans leur santé. En outre, la plupart d'entre eux traversaient des difficultés psychologiques : ils étaient souvent méfiants et angoissés devant les autorités, voire atteints de dépression.
Les déplacés étaient impatients de retrouver leurs familles, dont la guerre les avaient séparés. Le Bureau central des recherches de l'UNRRA et les centres de la Croix-Rouge internationale commencent à formaliser les efforts jusque-là improvisés pour identifier les survivants. Au cours de l'évolution des camps de déplacés, l'organisme de l'UNRRA recueille plus d'un million de noms et devient ensuite le service international des recherches.
Les personnes déplacées déménagent souvent d'un camp à un autre pour chercher des membres de leur famille, de leur communauté géographique ou une alimentation et un logement meilleurs. Au fil du temps, des groupes ethniques et religieux se forment dans certains camps. Les résidents y fondent rapidement des églises, synagogues, journaux, activités sportives, écoles et même universités.
Les Alliés devaient s'occuper du rapatriement des déplacés. Tout d'abord, les Alliés croient que les anciens prisonniers des camps de concentration vont simplement regagner leurs foyers ; or, les conséquences de la guerre rendent cette opération impossible pour de nombreux réfugiés. Lors de la conférence de Yalta en 1945, les trois principales puissances alliées — Franklin Delano Roosevelt, Winston Churchill et Joseph Staline — prennent diverses décisions sur les suites de la guerre ; une attention particulière est réservée aux rapatriements forcés : ils prévient que les personnes déplacées seront obligées de revenir dans leurs pays d'origine. Or, cette politique a conduit à des violences antisémites contre les survivants de la Shoah (voir : Violences contre les Juifs en Europe centrale et orientale (1944-1946)).
Les camps de déplacés sont ouverts pour remédier aux effets catastrophiques des décisions prises à Yalta. Or, les gestionnaires ne tardent pas à comprendre que les conditions de vie dans ces camps proviennent de l'improvisation qui a présidé à leur ouverture. Envoyé par le gouvernement, Earl G. Harrison examine les conditions de vie des déplacés et remet le rapport Harrison, qui fait état d'espaces surpeuplés, de carences sur le plan des produits médicaux indispensables, de la « malnutrition pitoyable » chez les anciens prisonniers des camps de concentration et d'un manque général de soins adéquats pour les déplacés. Le rapport révèle aussi que le réfugiés juifs sont obligés de cohabiter dans le même lieu que des gens qui avaient collaboré avec les nazis pour assassiner des Juifs. Les renseignements fournis dans le rapport conduisent Harry S. Truman à charger des conseillers militaires de contrôler les camps et d'y restaurer des conditions de vie humaines ainsi que l'hygiène nécessaire. Les rations alimentaires deviennent plus abondantes et l'environnement s'améliore dans les camps.
De nombreux associations caritatives offrent d'importants secours humanitaires aux déplacés, comme l'American Jewish Joint Distribution Committee, l'American Friends Service Committee, le British Friends Relief Service, la Fédération luthérienne mondiale, Catholic Charities USA (en), plusieurs organismes de la Croix-Rouge, le Polish American Congress (en) et l'Ukrainian American Relief Committee.

## Difficultés des rapatriements
Plus d'un million de réfugiés ne peuvent être ramenés dans leurs patries d'origine et restent sans domicile en raison de risques de persécution. Parmi ces personnes figurent :
- Des groupes religieux ou ethniques qui risquaient des persécutions dans leurs patries, y compris de nombreux Juifs (voir : Sh'erit ha-Pletah (en)) et aussi d'autres ;
- Des Polonais, des Ukrainiens et certains Tchèques, qui redoutaient les répressions des régimes communistes instaurés dans leurs pays par l'Armée rouge, surtout quand ces réfugiés sont issus de certaines régions (comme la Galicie orientale) que l'Union soviétique venait d'annexer ;
- Des Estoniens, des Lituaniens et des Lettons dont les pays avaient subi l'invasion soviétique en 1940 et restaient occupés par l'Armée rouge ;
- Des Croates, des Serbes et des Slovènes qui redoutaient les violences du régime communiste de Josip Broz Tito ;
- Des citoyens de la ville libre de Dantzig, que la Pologne annexe en 1945 ;
- Des personnes qui, risquant d'être considérées comme ennemies du régime, fuyaient un état communiste.

Les accords acceptés à la conférence de Yalta imposaient, en principe, le rapatriement vers leur pays d'origine de tous les ressortissants des puissances alliées. L'Union soviétique insistait pour le renvoi sur son territoire de tous les réfugiées qui, dans les zones américaine, britannique et française, étaient, ou avaient été, des citoyens soviétiques. De nombreux réfugiés s'y sont refusés de crainte que leur fuite du régime soviétique ne les fasse traduire en justice en tant que traîtres. De nombreux Hongrois installés en Autriche, craignant la répression communiste ou des procès pour crimes de guerre, se montrent réticents à la perspective d'un rapatriement. Les travailleurs sociaux s'opposaient à la mise sous pression des Hongrois et s'appuyaient sur des déclarations des Nations unies et des gouvernements pour empêcher les rapatriements forcés.
Les responsables militaires américains, britanniques et français, ainsi que les dirigeants de l'UNRRA, appliquent la consigne avec réticence et des citoyens soviétiques sont rapatriés. Nombre d'entre eux subissent le traitement impitoyable qu'ils redoutaient, y compris la détention au goulag. Dans certains cas, des enlèvements et des coercitions sont employés pour obtenir le retour des réfugiés. De nombreux réfugiés évitent ce sort en mentant sur leurs origines, en prenant la fuite ou tout simplement en opposant une résistance. Les responsables alliés, rejetant les prétentions soviétiques sur les États baltes, refusent aussi de renvoyer les Lituaniens, Estoniens et Lettons contre leur gré.
Les survivants juifs des camps de concentration et de plusieurs camps de travail ont refusé de rentrer dans leur pays d'origine ; à la place, ils organisent un vaste mouvement clandestin pour migrer en Palestine mandataire. Les survivants de la Shoah ne pouvaient en général pas rentrer chez eux parce que leurs anciens foyers n'existent plus ou avaient été volés par d'anciens voisins. Les rares Juifs d'Europe de l'Est revenus chez eux ont subi un regain d'antisémitisme. En 1945, ces survivants n'avaient guère d'autre option que rester dans les camps de déplacés ; la plupart des Juifs souhaitant quitter les lieux ne pouvaient quitter l'Europe car la Grande-Bretagne imposait des quotas stricts sur la migration en Palestine. Les réfugiés juifs souhaitant s'établir dans d'autres pays, comme les États-Unis, se heurtent là aussi à des restrictions.

## Réinstallation des déplacés
Une fois la certitude acquise que le programme de rapatriement ne fonctionnait pas pour de nombreux déplacés sans foyer, des pays ont tardé à s'engager à admettre ces réfugiés. Les quotas de réfugiés en vigueur ne permettaient pas de résoudre le problème et, à l'automne 1946, des incertitudes pesaient sur les déplacés restés dans les camps.
Entre 1947 et 1953, la grande majorité des personnes « impossibles à rapatrier » ont trouvé de nouveaux foyers dans diverses régions du monde, notamment dans les pays suivants : 
- La Belgique est le premier pays qui adopte un vaste programme d'immigration : elle invite 20 000 ouvriers des mines issus des camps et, fin 1947, en a admis 22 000. Ce programme a suscité des controverses car des personnes y ont vu un stratagème pour obtenir une main d'œuvre peu exigeante.
- Le Royaume-Uni accueille 86 000 déplacés en tant qu'European Voluntary Workers (en) dans le cadre de plusieurs programmes d'immigration de travail, dont la principale est Operation Westward Ho. Ces travailleurs s'ajoutent aux 115 000 vétérans de l'armée polonaise qui ont rejoint le Corps polonais de formation et de déploiement.
- Le Canada admet d'abord des réfugiés via des décrets du conseil puis établissent un vaste programme de recrutement de main d'œuvre qualifiée et de regroupement familial ; fin 1951, le pays avait accueilli 157 687 réfugiés.
- L'Australie a instauré un système d'immigration qui, à l'origine, s'adresse aux candidats à l'émigration en Grande-Bretagne mais elle développe les possibilités. Au total, le pays a accueilli 182 159 réfugiés, principalement d'origines balte et polonaise[19].
- Quand l'État d'Israël est fondé en 1948, 50 000 réfugiés avaient déjà pénétré sur son territoire, légalement ou non. Le pays lève ensuite toutes les restrictions à l'immigration de tous les réfugiés juifs. En 1950, le pays en avait admis plus de 652 000.
- La France accueillie 38 157 déplacés. Le Maroc français en accepte 1 500.
- En Amérique latine, le Venezuela accueille 17 000 déplacés, le Brésil 29 000 et l'Argentine 33 000.
- La Norvège accueille environ 492 réfugiés juifs, en se fondant sur leurs aptitudes au travail manuel. La plupart quittent le pays dès qu'ils le peuvent, principalement pour se rendre en Israël.
- Les États-Unis sont lents à accueillir des personnes déplacées, ce qui provoque un mouvement militant pour changer la législation. Earl G. Harrison, auteur d'un rapport sur les conditions de vie dans les camps adressé à Harry S. Truman, prend la direction du Citizens Committee on Displaced Persons. La politique migratoire américaine, qui rencontre une forte opposition au Congrès en raison de préjugés à l'encontre des intellectuels d'Europe centrale et orientale ainsi que des juifs, se matérialise avec le Displaced Persons Act (en).

Au terme de la Seconde Guerre mondiale en 1945, entre sept et onze millions de personnes déplacées ou réfugiées se trouvent sur les territoires de l'Allemagne, l'Autriche et l'Italie. Pour accueillir certaines de ces personnes aux États-Unis, l'administration Truman, en conjonction avec un groupe de pression en faveur des réfugiés, le Citizens Committee on Displaced Persons, pèse pour que les réfugiés de la guerre en Europe puissent entrer sur le sol américain. Truman signe le premier Displaced Persons Act le 25 juin 1948, qui autorise l'entrée de 200 000 déplacés au cours des deux années suivantes. Néanmoins, cette législation est prolongée de deux ans et le quota passe à 415 000. De 1949 à 1952, près de la moitié des 900 000 immigrants venus aux États-Unis sont des déplacés.